# Junji Majima
Junji Majima (間島 淳司, Majima Junji), née le 13 mai 1978 à Nagoya au Japon est un doubleur japonais.

## Animation
Les rôles principaux sont en Gras
2002
- Borocca dans Mognight Horror School

2003
- Prince Forsythe dans Scrapped Princess
- Blade dans Zoids: Fuzors

2004
- Takehiro Doguchi dans Monkey Turn
- Sōma Ōgami dans Kannazuki no miko
- Kōji (ep 3) dans Uta~Kata
- Yamamoto dans Rozen Maiden

2005
- Mercury dans MÄR
- Shouta Hashizume dans Canvas 2 ~Niji Iro no Sketch~
- Hiroshi Ishizuka dans Gunparade Orchestra
- Yamamoto dans Rozen Maiden: Traumend

2006
- Hanzo dans Wan Wan Serebu Soreyuke! Tetsunoshin
- Seraph Lamington dans Netherworld Battle Chronicle Disgaea
- Hans dans Pumpkin Scissors

2007
- Jin Ogami dans Kyōshirō to towa no sora
- Yoshizumi dans Zombie-Loan
- Rei Hizuki dans Sky Girls
- Shungo Ninomiya dans Goshūshō-sama Ninomiya-kun
- Yuu Nikaidou dans Shugo Chara!
- Daisuke Aoki dans Kodomo no jikan

2008
- Shute Sutherland dans Nogizaka Haruka no Himitsu
- Ryuji Takasu dans Toradora!
- Yū Nikaido dans Shugo Chara!
- Teres Torue dans Inazuma Eleven

2009
- Shu Mashiwa dans Asura Cryin'
- Sam dans Umi Monogatari ~ Anata ga Ite Kureta Koto ~
- Takeyasu Roms dans Sora no Manimani
- Shu Mahiwa dans Asura Cryin'2
- Shute Sutherland dans Nogizaka Haruka no Himitsu: Purezza
- Racer dans Fairy Tail

2010
- Daidora Kōya dans Mayoi Neko Overrun!
- Karasu Tengu dans Nurarihyon no Mago
- Kohei Akagi dans Ore no Imōto ga Konna ni Kawaii Wake ga Nai

2011
- Ayumu Aikawa dans Kore wa Zombie desu ka?
- Tōru Miyagishi dans Hanasaku Iroha
- Kinji Tohyama dans Aria the Scarlet Ammo
- Karasu Tengu dans Nurarihyon no Mago Sennen Makyou

2012
- Shuntaro Sako dans Papa ne Iu Koto o Kikinasai!
- Ayumu Aikawa dans Kore wa Zombie desu ka? of the Dead
- M. Matsuoka dans Kuromajo-san ga Toru!!

2014
- Toru Acura dans Hitsugi no Chaika

2015
- Kimihito Kurusu dans Monster musume no iru nichijō

## OAV
- Daisuke Aoki dans Kodomo no Jikan Nigakki
- Daisuke Aoki dans Kodomo no jikan: Anata ga Watashi ni Kureta Mono
- Shin Inaho dans Memories Off
- Shin Inaho dans Memories Off 2nd
- Shin Inaho dans Memories Off 3.5 - Omoide no Kanata e
- Kaoru Sugimura dans Nana to Kaoru
- Gomuta dans Utawarerumono

## Drama CD
- Souma Oogami dans Kannazuki ni Miko: Kimi no Mau Butai
- Nitta Chihiro (Nicchi-senpai) dans Otaku no Musume-san
- Kimamaw dans Utawareru Mono Drama Original: Tuskuru no Nairon
- Tanaka Manabu dans Yandere Kanojo

## Jeux vidéo
- Nobu-kun dans Akiba's Trip
- Prinny dans Cross Edge
- Ryuuji Takasu dans Dengeki Gahuen: Cross of Venus
- Prinny et Shura-n dans Disgaea 2
- Prinny et Seraph Lamington dans Disgaea: Hour of Darkness
- Time Patroller n°7 dans Dragon Ball Xenoverse 2
- Le Chevalier Noir, Jeorge, Karel, Oscar, Shinon, Sothe, et Zelgius dans Fire Emblem Heroes
- Le Chevalier Noir dans Fire Emblem: Path of Radiance
- Le Chevalier Noir, Shinon, Sothe et Zelgius dans Fire Emblem: Radiant Dawn
- Saburouta dans Genji: Dawn of the Samurai
- Gavin dans Granado Espada
- Teres Torue dans Inazuma Eleven 3 Sekai e no Chousen
- Shin Inaho et autres personnages dans Memories Off Série
- Raphaël dans Phantom Brave
- Galfors D. Weller, Sogetsu Kazama et Shiro Tokisada Amakusa dans Samurai Spirits Tenkaichi Kenkyakuden
- Prinny dans Tori no Hoshi ~Aerial Planet~
- Prinny dans Trinity Universe